# Мегура-Топліца
Мегура-Топліца (рум. Măgura-Toplița) — село у повіті Хунедоара в Румунії. Входить до складу комуни Чертежу-де-Сус.
Село розташоване на відстані 301 км на північний захід від Бухареста, 11 км на північ від Деви, 102 км на південний захід від Клуж-Напоки, 134 км на схід від Тімішоари.

## Населення
За даними перепису населення 2002 року у селі проживали 128 осіб, усі — румуни. Усі жителі села рідною мовою назвали румунську.